# シェアハウス (ドクター・フーのエピソード)
「シェアハウス」（原題: "Knock Knock"）は、イギリスのSFドラマ『ドクター・フー』の第10シリーズ第4話。マイク・バートレットが脚本を執筆し、2017年5月6日に BBC One で初放送された。「シェアハウス」は批評家から肯定寄りのレビューをされた。脚本が弱いという批判を受けたが、物語での演技、特にデヴィッド・スーシェの演技が称賛された。
ビル・ポッツ（演:パール・マッキー）と彼女の友人たちはシェアハウスを計画している中、大家（演:デヴィッド・スーシェ）から屋敷を借りることを打診される。 しかしビルについてきた12代目ドクター（演:ピーター・カパルディ）は、床や壁が不自然に軋むこと、そして木材の上を異様な虫が這っていることといった、屋敷の不自然な点に気付く。大家は、70年前から大病の"娘"イライザ（演:マライア・ゲイル）を木質に変換して生かし続けている虫型生物ドリアスに、見返りとして餌の若者を与え続けていたのだった。

## 連続性
タイムロードについて話している際、ビルはドクターにローブや大きな帽子を被っているのかと問い、ドクターは専ら大きな襟が付いていると答える。これは The Deadly Assassin（1976年）で初登場し、最近では「時空の果てで」（2015年）に登場したタイムロードの服装のことを指している。ドクターは再生能力にも言及するが、すぐに話題を変更している。

### 他作品への言及
ルームメイトによりビルはリトル・ミックスのプレイリストを持っていることが暴露されており、リトル・ミックスの歌 "Black Magic" (en) と "Weird People" (en) が劇中で流されている。また、ドクターはクインシー・ジョーンズについて言及している。

## 製作
第10シリーズの第2製作ブロックの読み合わせは2016年7月18日に行われ、8月1日に「氷の下の怪物」で撮影が開始され、続けて「シェアハウス」の撮影が行われた。本作の原題は "Knock Knock" であるが、元々のエピソードタイトルは "The Haunted Hub" であった。
ニューポートのフィールドハウスが本作の屋敷として登場した。このフィールドハウスは「まばたきするな」（2007年）でウェスター・ドラムリンズ邸としても登場していた。デヴィッド・スーシェは、彼の家族がクリスマス休暇に同じ屋敷を借りていたと撮影3日目で知った際に恐怖したと主張した。
前段階の脚本では、ビルの友人の一人のハリーは4代目ドクターのコンパニオンのハリー・サリバンの孫であることが明かされていたが、このシーンは最終版からは削除された。

## 放送と反応
エピソードの初放送の後、イギリスにいる視聴者は BBC iPlayer でバイノーラル録音版の視聴が可能となった。リアルタイム視聴者数は432万人で、前話「氷の下の怪物」から50万人の増加を記録し、第10シリーズでは「約束」以来となる記録を残した。トータルでの視聴者数は573万人に上り、これも「氷の下の怪物」を僅かに上回った。Appreciation Index は83を記録した。
日本では放送されていないが、2018年3月31日にHuluで「シェアハウス」を含む第10シリーズの独占配信が開始された。

### 批評家の反応
| 専門評論家によるレビュー           | 専門評論家によるレビュー |
| レビュー・スコア                   | レビュー・スコア         |
| 出典                               | 評価                     |
| ---------------------------------- | ------------------------ |
| The A.V. Club                      | B+                       |
| エンターテインメント・ウィークリー | B+                       |
| SFX                                | [ 16 ]                   |
| TV Fanatic                         | [ 17 ]                   |
| IGN                                | 8.7                      |
| ニューヨーク・マガジン             | [ 19 ]                   |
| ラジオ・タイムズ                   | [ 20 ]                   |

「シェアハウス」は批評家から肯定寄りのレビューをされた。脚本が弱いという批判を受けたが、物語での演技、特にデヴィッド・スーシェの演技が称賛された。
The A.V. Clubのアラスデア・ウィルキンスは本作にB+の評価を付け、エピソードについて「全ての慣習が盛り込まれたホラームービーだ」と述べ、そのようなジャンルを採用したことを称賛した。ウィルキンスのいう慣習とは不気味な地主、若者たち、不気味な音楽といった要素を指しており、良い意味で古臭いと評価された。IGNのスコット・コルーラは10点満点で8.7点を付け、ドクターとビルの関係性、特に父か祖父かで揉めている場面を称賛した。また、彼は本作が「生のホラースーストーリー」であると主張した。ただし、彼は「シェアハウス」までの第10シリーズのエピソードがいずれでもドクターとビル以外のキャラクターの確立に至っていない点を指摘した。
肯定的なレビューとは対照的に、SFXのゾーイ・デラハンティ＝ライトは本作に星3つを付けた。彼女はスーシェの演技を称賛した一方で、「徹底的に間に合わせの作品でムカつくほど無関心なエピソード」と評し、脚本が稚拙でビルのキャラクター性がぶっきらぼうだと批判した。また、彼女はドクターとビルの関係を褒め、後者をドクターの完璧なコンパニオンだと認めたが、物語に深みがなくビルの知性を馬鹿にしていると批判した。ニューヨーク・マガジンのロス・ルーディガーは本作に星2つを与えた。彼は第10シリーズのエピソードのどれもがエイリアンの脅威とその説明が軽いと述べ、また「シェアハウス」は雰囲気が良いもののエピソードへの寄与は小さかったと指摘した。さらにルーディガーはビルたちよりも先に以前の入居者を解放しなかったプロットの破綻や、エピソードに起因する疑問点の多さも指摘した。しかし、彼はスーシェの演技が現実味を帯びていると称賛した。